# Östervåla församling
Östervåla församling är en församling i Östervåla-Harbo pastorat i Upplands västra kontrakt i Uppsala stift. Församlingen ligger i Heby kommun i Uppsala län.

## Administrativ historik
Församlingen har medeltida ursprung och utgjorde till 1962 ett eget pastorat. Från 1962 är församlingen annexförsamling i pastoratet Östervåla och Harbo.

## Kyrkor
- Östervåla kyrka
- Aspnäs gårdskyrka

## Kyrkoherdar
| Ämbetstid   | Namn                          | Levnadstid | Övrigt          |
| ----------- | ----------------------------- | ---------- | --------------- |
| –1350–      | Petrus Jacobi                 |            |                 |
| –1363       | Jacobus Olai                  |            |                 |
| –1428       | Petrus Christierni            |            |                 |
| –1451–      | Nils                          |            |                 |
| –1491-–     | Albertus Alberti              |            |                 |
| –1547–      | Magnus Olavi                  |            |                 |
| –1548–      | Präst Oluff (kan vara kaplan) |            |                 |
| –1566-      | (?) Kristoffer                |            |                 |
| –1568–1589– | Henrikus Laurentii            |            |                 |
| 1593–1611   | Mattiae Andreae               | –1611      |                 |
| 1612–1662   | Samuel Andreæ Grubb           | –1662      |                 |
| 1662–1677   | Elias Erici Rhalambius        | –1677      |                 |
| 1679–1682   | Sihielm Öhrn den äldre        | –1682      |                 |
| 1682–1707   | Erik Frondin                  | –1708      |                 |
| 1707–1733   | Jakob Waldius                 | 1660–1733  |                 |
| 1734–1756   | Sven Wijkman                  | 1690–1756  |                 |
| 1757–1776   | Nils Collin                   | 1701–1776  |                 |
| 1777–1781   | Pehr Qviding                  | 1733–1781  |                 |
| 1783–1806   | Jonas J. Callerholm           | 1742–1806  |                 |
| 1806–1823   | Gabriel Öhrn                  | 1755–1823  |                 |
| 1824–1838   | Olof Forssell                 | 1762–1838  |                 |
| 1839–1862   | Johan Dillner                 | 1785–1862  | Kontraktsprost. |
| 1864–1870   | Lars Paul Esbjörn             | 1808–1870  |                 |
| 1872–1886   | Karl Maurits Ortman           | 1819–1886  | Kontraktsprost. |
| 1889–1892   | Axel Konstantin Tunelli       | 1834–1892  |                 |
| 1895–       | Otto Alfred Ottander          | 1842–1926  | Kontraktsprost. |

Från 1965 har endast komminister funnits i församlingen.

## Komministrar
| Ämbetstid | Namn                       | Levnadstid | Övrigt                                     |
| --------- | -------------------------- | ---------- | ------------------------------------------ |
| 1593      | Matthas Laurentii          |            |                                            |
| 1602–     | Augustinus Jonae Lenaeus   |            | Senare komminister i Lena församling.      |
|           | Ericus Eschilli Rhalambius |            |                                            |
| –1647     | Benedictus                 |            | Senare komminister i Huddunge församlling. |
| 1647–1662 | Elias Erici Rhalambius     |            | Senare kyrkoherde i församlingen.          |
| 1663–1672 | Samuel Sam. Örn            | –1675      |                                            |
| 1672–1695 | Olof Hernodius             |            | Senare komminister i Tillinge församling.  |
| 1695–1716 | Anders Wåhlberg            |            | Senare komminister i Estuna församling.    |
| 1716–1733 | Anders Tranbom             | –1733      |                                            |
| 1733–1749 | Lars Wåhlberg              | 1696–1749  |                                            |
| 1749–1784 | Carl Brunnelius            | 1710–1784  |                                            |
| 1785–1793 | Eric Sörling               |            | Senare komminister i Villberga församling. |
| 1794–1795 | Johan Niclas Örnmark       | 1746–1795  |                                            |
| 1796–1807 | Olof Thyrisson             |            | Senare komminister i Skogs församling.     |
| 1807–1812 | Eric Bengt Schilling       |            | Senare komminister i Forssa församling.    |
| 1813–1818 | Eric Fillman               | 1762–1818  |                                            |
| 1818–1834 | Eric Gustaf Broman         | 1760–1834  |                                            |
| 1835      | Anders Lindgren            | 1785–1835  |                                            |
| 1837–1881 | Anders Löfling             | 1784–1881  |                                            |
| 1882–1883 | K. O. Måhlén               |            | Senare kyrkoherde i Ramsjö församling.     |
| 1884–1888 | H. F. Lundberg             |            | Senare komminister i Ovansjö församling.   |
| 1888–     | Vilhelm Maurits Fröstedt   | 1853–1927  |                                            |

## Klockare och organister
| Ämbetstid | Namn                | Levnadstid | Övrigt   |
| --------- | ------------------- | ---------- | -------- |
| 1715      | Anders Bengtsson    |            | Organist |
| 1725-1729 | Sven Forsberg       |            | Organist |
| 1731-1752 | Gustaf Forsberg     |            | Organist |
| 1725-1741 | Jan Ersson Lindberg |            | Klockare |
| 1741-1765 | Elias Tranbom       |            | Klockare |
| 1753-1754 | Johan Fischier      |            | Organist |
| 1755-1758 | Niclas Söderström   |            | Organist |
| 1760      | Molenberg           |            | Organist |